# Tabetha S. Boyajian
Tabetha Suzanne Boyajian (nascida em 1980) é uma astrónoma americana na universidade do estado da Luisiana. Boyajian é ativa nos campos astronômicos de interferometria estelar, espectroscopia estelar, pesquisa de exoplanetas e astronomia de alta resolução angular, principalmente em comprimentos de ondas no espectro óptico e infravermelho. Ela é a autora principal do artigo de setembro de 2015, "Where's the Flux?".